# Rikki de Jong
Rikki de Jong is een personage uit de soap Goede tijden, slechte tijden. Rikki is de dochter van Rik de Jong en Anita Dendermonde.
Toen Robin Martens de rol ging spelen, kreeg het personage een speciale openingsscène, die 20 jaar eerder ook door Babette van Veen (Linda Dekker) en Reinout Oerlemans (Arnie Alberts) werd gespeeld.

## Algemeen

### Seizoen 13 en 15
Het personage Rikki werd geboren op 29 oktober 2002 en werd toentertijd door verschillende baby's gespeeld. Door het vertrek van acteurs Sabine Koning en Ferri Somogyi werd ook Rikki op 13 februari 2003 alweer uit de serie geschreven. Met kerst 2004 kwamen Koning en Somogyi voor één aflevering terug. Rikki bleef met haar broer Job Zonneveld in Nieuw-Zeeland, maar haar ouders namen wel voor Govert Harmsen een gezinsfoto (opmerking exclusief Job) mee. Hier werd Rikki eenmalig geportretteerd door een onbekend vierjarig meisje.

### Recasting (seizoen 16 en verder)
Met de vaste terugkomst van Koning in 2006 kwam ook het personage Rikki weer terug. De productie was toen die tijd bezig om net als The Bold and the Beautiful en As the World Turns de kinderen door vaste kinderen te laten spelen. Eerder waren personages Nina Sanders en Lucas Sanders hier al een voorbeeld van. Rikki werd vanaf 2006 gespeeld door de negenjarige Amber Brantjes. Brantjes was 6 mei 2010 voor het laatst te zien. Hiermee was zij het eerst kind in de serie dat voor langer dan een jaar de rol vertolkte van een personage. Vanaf september 2010 nam Robin Martens de rol van de toen inmiddels zestienjarige Rikki. Martens werd in eerste instantie gepresenteerd als bijrol, en werd vanaf februari 2011 ingezet als vaste cast. Hierdoor stond ze niet op de castfoto, kwam ze twee versies later pas in de leader en stond ze uiteindelijk onder de familie Bouwhuis op de aftiteling terwijl zij allemaal later in de serie kwamen dan zij. Dit had voornamelijk te maken met haar verhaallijn, om de kijkers op een dwaalspoor te zetten dat Martens wellicht al snel weer uit de serie zou worden geschreven.
In december 2017 werd bekendgemaakt dat Martens de serie onvrijwillig gaat verlaten. De schrijvers hadden Martens verteld dat ze Rikki eruit gingen schrijven. Waarom werd niet bekendgemaakt. Op 21 december 2017 was haar laatste uitzending.

### Muziek
In de soap was het personage Rikki een muzikale dame die een muziekopleiding volgde, hierdoor bracht Martens meerdere singles uit als het personage Rikki. Met de single Jij behaalde ze de 19e plaats in de Single Top 100 en met Waar ben jij? de 61e plaats.

## Geschiedenis

### Jeugd
Toen Rikki geboren werd, was haar vader hier niet bij, hij zat in de gevangenis wegens drugssmokkel. Hij zette zijn eigen dood in scène zodat Anita verder kon met haar leven. De eerste maanden van haar leven deed Rikki dus zonder haar vader. Wanneer Anita met Mickey Lammers gaat trouwen staat Rik ook opeens in de kerk. Vanaf dat moment is Rik ook in het leven van Rikki. Een jaar later verhuist Rikki met haar ouders naar Nieuw-Zeeland.
Een paar jaar later keert Rikki samen met haar moeder weer terug naar Meerdijk. Anita ontmoet vlak daarna haar nieuwe man: Dennis Alberts. Vlak voordat deze twee gaan trouwen, en Rikki dus een nieuwe stiefvader krijgt, komt Rik ook weer terug naar Meerdijk. Rikki wil nu niet dat haar moeder met Dennis trouwt en verknipt de trouwjurk van haar moeder. Ze trouwen echter toch, met een nieuwe jurk.
Een paar jaar later is Anita weer gescheiden van Dennis en trouwt opnieuw met Rik. Rikki kan haar geluk niet op. Dit geluk is echter van korte duur. Rikki verliest haar moeder een paar maanden later, door nierfalen. Nadat Anita is overleden gaat Rikki puberen. Ze gaat dingen stelen uit Charlie's, de kapsalon van Charlie Fisher, en is opstandig. Rik krijgt een nieuwe relatie met Charlie, waar Rikki erg blij mee is, want ze kan het goed met Charlie vinden.

### Relaties met Sil en Sjoerd
Wanneer Rikki 16 is krijgt ze een relatie met Sil Selmhorst. Haar vader is hier niet blij mee en de twee botsen dan ook regelmatig. Uiteindelijk accepteert Rik Sil toch. Maar dan komt Rikki erachter dat Sil Rutger Goedhart heeft vermoord. Samen verzwijgen ze het maar toch komt de politie erachter. Rikki moet afscheid nemen van Sil, maar belooft hem trouw te blijven. Rikki wordt echter verliefd op Sjoerd Bouwhuis en begint iets met hem. Sjoerd belt een paar maanden later naar de gevangenis om Sil te vertellen dat Rikki een nieuwe vriend heeft. Rikki hoort het en gaat naar de gevangenis. Sil maakt het uit en is voorgoed klaar met haar.
Rikki en Sjoerd hebben nu een relatie en alles gaat goed. Nadat Wiet van Houten op de bruiloft van Nina Sanders en Noud Alberts heeft geschoten en het decor heeft omgeduwd is Rikki lichtgewond. Ze hoort in het ziekenhuis dat ze zes maanden zwanger is. Sjoerd is hier in eerste instantie niet blij mee, maar steunt haar later toch. Nadat Rik een plan had bedacht om het kind door hem en Charlie te laten opvoeden, vindt Rikki dit toch toch geen goed idee. Samen met Sjoerd besluit ze het kind te laten adopteren, hoewel ze hier allebei nog niet zeker van zijn. Op 18 november 2011 wordt Bram Bouwhuis geboren, al snel na de thuisbevalling nemen de pleegouders Sjors Langeveld en Bing Mauricius het kindje mee naar huis.
Al snel krijgt Rikki spijt. Omdat ze zich pas na de officiële bedenktijd bedenkt, komt er een rechtszaak. In eerste instantie winnen Sjors en Bing, maar Sjors ziet van de voogdij af omdat ze het Rikki niet aan wil doen. Vanaf dat moment hebben Rikki en Sjoerd de voogdij over Bram, met een proefperiode van een half jaar. In eerste instantie gaan ze bij Sjoerd wonen, omdat zijn moeder vaak kan oppassen. Bianca heeft echter net haar zoon verloren en ziet hem terug in Bram. Omdat Rikki en Bianca hierdoor veel ruzie maken, gaat ze met Bram bij haar vader wonen. Sjoerd blijft bij zijn moeder om haar te steunen.

### Verliefdheid op Tim
Wanneer Rikki en Tim in Afrika op een olifant gaan rijden, krijgen ze aan het einde van de rit een overwachte gebeurtenis, allebei blijken ze verliefd op elkaar te zijn. Rikki wil niet aan haar gevoelens toegeven, en ontloopt Tim. Maar wanneer Rikki en Tim in Lorena's samen moeten werken, geeft Rikki toe dat ze Tim ook wil. Sjoerd weet hier niets vanaf, want Rikki verzint leugen na leugen om er voor te zorgen dat Sjoerd niks te weten kan komen. In de Rozenboom slaat de vonk echter over, en zoenen Rikki en Tim met elkaar.
Om dit te verbergen begint Tim wat met Rikki's beste vriendin Rozemarijn, dit loopt echter al snel stuk. Rikki besluit dat ze niet langer wil liegen en vertelt Sjoerd de waarheid. Sjoerd neemt na het schokkende verhaal even afstand, en neemt daar hun zoon Bram mee. Hij gaat een tijdje naar Duitsland en zegt dat hij niet meer terugkomt. Rikki doet aangifte bij de politie, maar Tim heeft Sjoerd al opgespoord. Sjoerd komt terug en zegt dat hun relatie over is. Tim en Rikki hebben erg vaak ruzie en Tim is stiekem verliefd op Sjors en daarom maakt Tim het uit. Rikki doet alsof ze het niet erg vindt, maar eigenlijk vindt ze het verschrikkelijk. Een tijdje later wordt Rikki opnieuw verliefd op Sjoerd. Maar Sjoerd is verliefd op Wiet en Wiet ook op hem.

### Verliefdheid op Anton
Wanneer Tim wordt vermist, trekt Rikki met Bram bij de familie Bouwhuis in. Maar na enige tijd wordt Rikki verliefd op Anton. Rikki denkt dat dit gevoel wederzijds is. Op een avond kan Rikki niet slapen en komt Anton bij haar liggen tot ze slaapt, hij valt zelf in slaap en als hij wakker wordt heeft Rikki haar pyjama uitgetrokken en kust hem. Anton duwt haar van zich af en op dat moment komt Sjoerd binnen. Omdat Rikki zich schaamt, verzint ze dat Anton haar heeft aangerand/verkracht. Uiteindelijk komt hier een rechtszaak van die zij verliest. Anton vergeeft haar en het gaat weer goed (lijkt het).

### Moeilijke tijd
Rikki schaamt zich nog steeds als ze heeft toegegeven dat ze de verkrachting/aanranding heeft verzonnen. Bijna iedereen is boos op haar en ze wordt depressief het leidt zelf tot een zelfmoordpoging, die mislukt want Wiet en Sjors vinden haar. Rikki komt in het ziekenhuis terecht en gaat in therapie. Daarna gaat het steeds beter met haar en de vriendschap met Wiet en Sjoerd is weer hersteld totdat Wiet een persoonlijk liedje van Rikki steelt. Rikki is woedend, zeker als ze haar eigen liedje terughoort op de radio gezongen door Wiet. Even lijkt het niet meer goed te komen tussen hun maar uiteindelijk komt het toch nog goed. Na een tijdje blijkt Rikki toch moeite te hebben met het feit dat haar vader in de gevangenis zit en er niet voor haar kan zijn. Op aandringen van Anton gaat ze toch bij hem op bezoek.

### Huidige leven
In 2018 heeft Rik een gesprek met z'n moeder waarin verteld wordt dat Rikki inmiddels is getrouwd met Abel. Op 1 april 2019 kwam ze even terug om haar vader te steunen omdat hij het moeilijk had na de onverwachte dood van z'n moeder Maria de Jong. In het najaar van 2020 dook ze opnieuw op. Deze keer in verband met het huwelijk van haar vader en Shanti Vening

## Betrekkingen
Familie
- Rik de Jong, Anita Dendermonde (ouders)
- Job de Jong jasmijn (halfbroer&half zus)
- Fleur de Jong (nicht)
- Danny de Jong (oom)
- Lana de Jong (nicht)
- Daan Stern (oom)
- Louise Stern (nicht)
- Gerard Dendermonde, Petra Dendermonde, Bert de Jong, Maria de Jong (grootouders)
- Cleo de Wolf (achternicht)
- Tommy Dendermonde (oom)
- Kees Dendermonde, Nel de Wolf (oudoom/oudtante)

Kinderen
- Bram Bouwhuis (zoon, met Sjoerd Bouwhuis)
- Teddy Kramer (dochter, met Thijs Kramer)

Relaties
- Sil Selmhorst (relatie, 2010-2011)
- Sjoerd Bouwhuis (relatie, 2011-2013)
- Tim Loderus (relatie, 2013-2014)
- Sjoerd Bouwhuis (latrelatie, 2014)
- Anton Bouwhuis (zoen, 2014)
- Thijs Kramer (relatie 2015-2017, verloofd)
- Sjoerd Bouwhuis (relatie, 2017)
- Abel Bremer (relatie/getrouwd , 2017–)